# Peter Kemble Simonds
P.K. Simonds (...) è un produttore cinematografico e sceneggiatore statunitense.
Conosciuto ai più semplicemente come P.K. Simonds e a volte anche P.K. Simonds, Jr..
Sposato il 18 giugno 1994 con l'attrice Elizabeth Saunders Colt.

## Filmografia

### Sceneggiatore
- Beverly Hills Bodysnatchers (1989)
- La bella e la bestia (serie televisiva) (Serie TV) (1989-1990)
- Doogie Howser, M.D. (Serie TV) (1992-1993)
- Dead at 21 (Serie TV) (1994)
- Progetto Eden (Serie TV) (1994-1995)
- Kindred: The Emmbraced (Serie TV) (1996)
- Party of Five - Cinque in famiglia (Serie TV) (1996-2000)
- Tarzan (Serie TV) (2003)
- Point Pleasant (Serie TV) (2005)
- Windfall (Serie TV) (2006)
- Ghost Whisperer (Serie TV) (2007-2010)

### Produttore
- Beverly Hills Bodysnatchers (1989)
- Progetto Eden (Serie TV) (1994-1995)
- Kindred: The Emmbraced (Serie TV) (1996)
- Citizen Baines (Serie TV)  (2000)
- Party of Five - Cinque in famiglia (Serie TV) (1996-2000)
- Tarzan (Serie TV) (2003)
- Windfall (Serie TV) (2006)
- Point Pleasant (Serie TV) (2005)
- Ghost Whisperer (Serie TV) (2007-2010)